# Різдво у Фінляндії

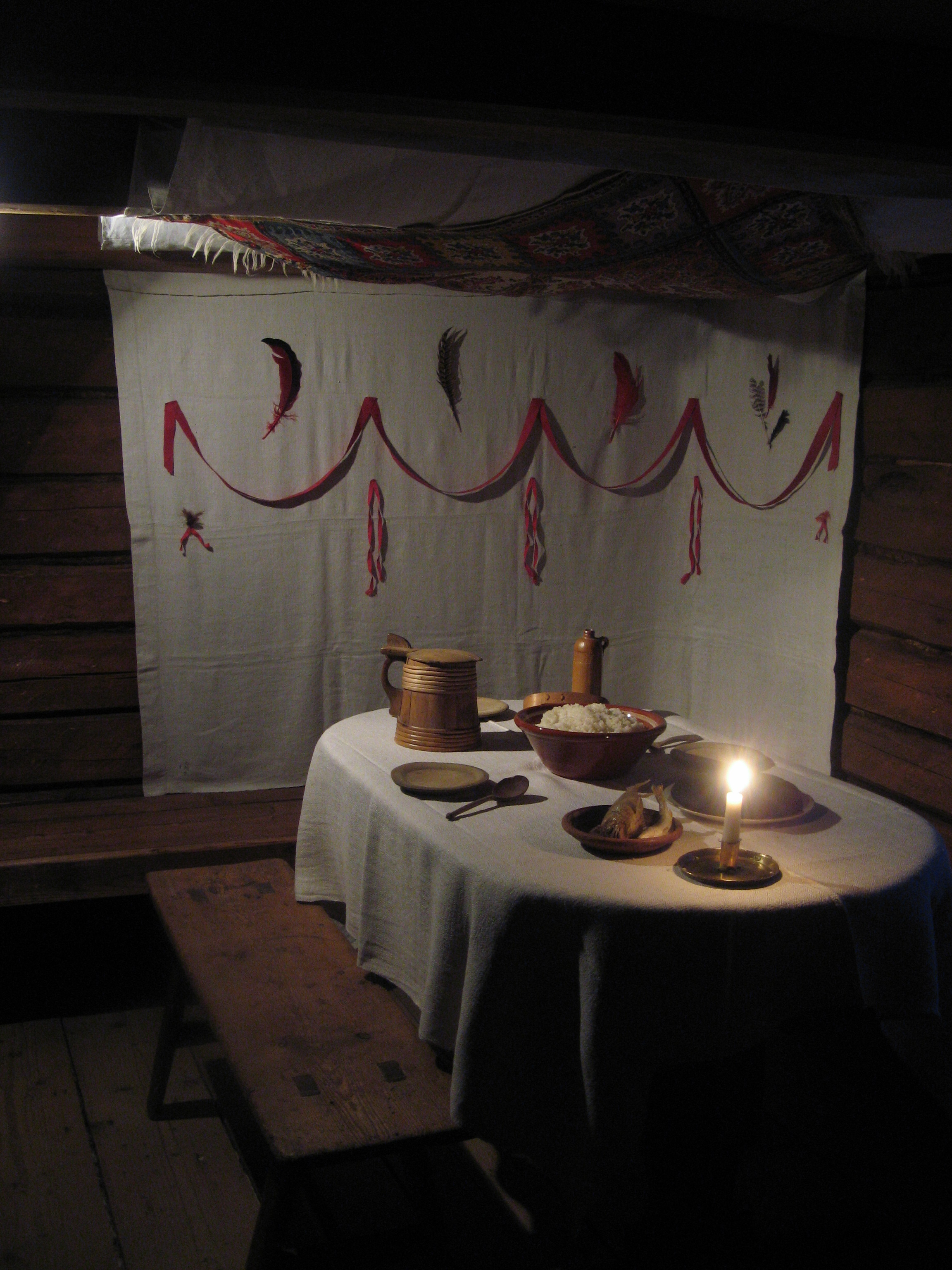
Святковий стіл на острові в Музеї ремесел Луостарінмякі, Різдво 2009 року.

Різдво у Фінляндії традиційно починається у святкові дні у Фінляндії, на Святвечір — 24 грудня, яке є державним і вихідним святом. Святий Вечір став найважливішим днем різдвяного періоду, тому більшість працівників мають у цей день вихідний. На відміну від інших державних свят, напередодні Різдва у Фінляндії (у другій половині дня) майже повністю зупиняється громадський транспорт. День святого Стефана (фін. Tapaninpäivä) — 26 грудня також є офіційним вихідним днем. Різдвяний період закінчується Богоявленням (фін. Loppiainen) — 6 січня.

## Історія
У фінській традиції різдвяний період зазвичай починається в день іменин Туомаса, 21 грудня, і триває до дня святого Кнута, 13 січня. До 1774 року Фінляндія також відзначала третє Різдво, день апостола Іоанна Євангеліста, 27 грудня, і четверте Різдво, Розправа над невинними, 28 грудня. Однак король Швеції Густав III скоротив цю традицію до двох, оскільки дворянство та буржуазія вважали, що довгі свята роблять робітників занадто ледачими. Третій і четвертий день Різдва також називають малими святами або середніми святами. Фінляндська православна церква Вселенського патріархату Константинополя святкує Різдво Христове 25 грудня за григоріанським календарем одночасно із західним християнством.

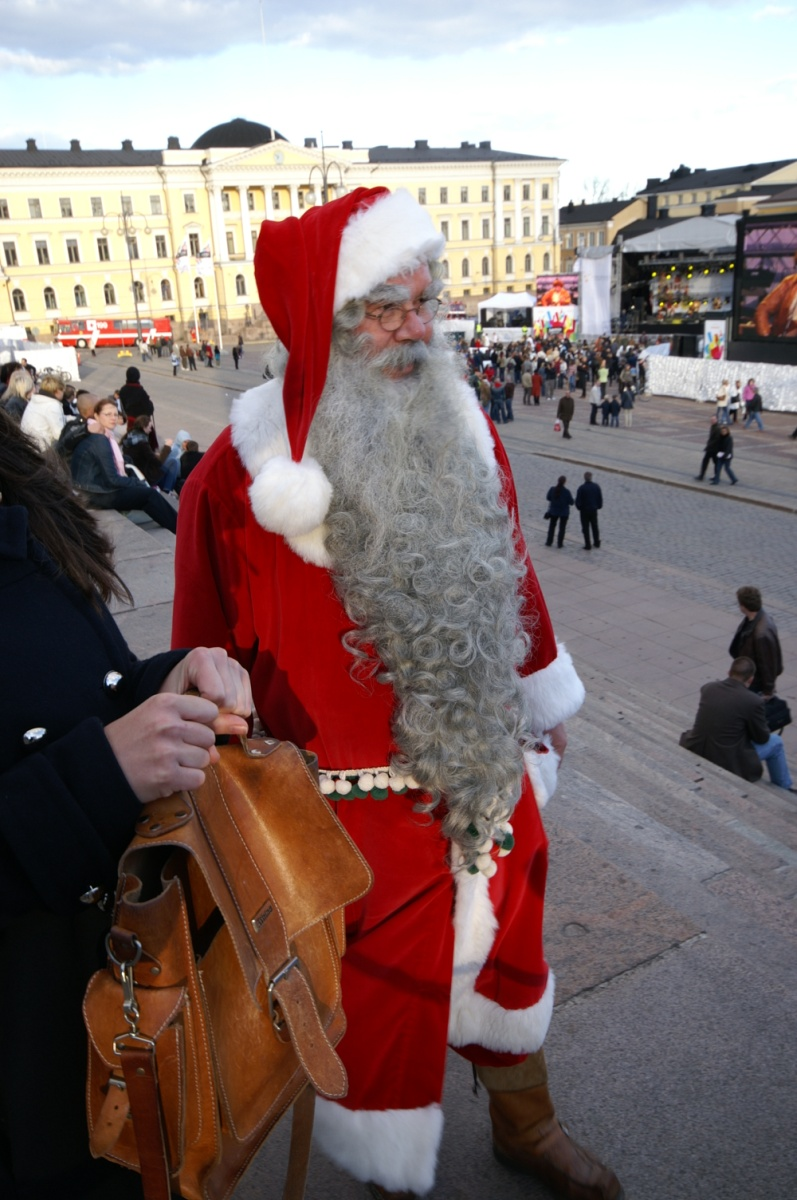
Фінський Санта-Клаус

Фінське Різдво набуло деяких ознак від свята врожаю кекрі, яке раніше відбувалося навколо Дня усіх святих. У Швеції, Естонії та Фінляндії існувала така традиція: Йоулупуккі (різдвяний козел), був чоловіком, який одягався як персонаж обряду родючості, в козла свійського. Щоб мати вигляд козла, він одягав на голову козячі роги, як за шаманською традицією. Також до вбрання входила маска з берести і кожух, одягнений навиворіт.
Годування маленьких пташок на Різдво — давня традиція і селянський обряд, який приносив удачу в господарстві. Метою ячмінного чи вівсяного снопа було відлякати влітку птахів від посівів. Існує легенда, що фінські язичники вірили, що мертві, тобто птахи-душі, святкували свято середини зими разом із живими. Вони також вірили, що птахи приносять удачу в дім. У Швеції церква була проти цієї традиції, і вона мала зникнути також у Фінляндії, поки деякі газети та благодійні організації не відродили її.
Традиційними різдвяними прикрасами є хіммелі (різдвяний «Павук») — підвісна прикраса з соломи і святковий козел. Прикраси із соломи беруть свій початок у кекрі, святі врожаю. Перші різдвяні ялинки прийшли до Фінляндії в середині 1800-х років.
Ранковий різдвяний похід до церкви є частиною протестантської традиції. Лунає різдвяне євангеліє та співається гімн Мартіна Лютера «Enkeli taivaan» (Vom Himmel hoch, da komm ich her). Раніше лютеранська церква дуже суворо ставилася до відвідування церкви під час Різдва. Якщо ви не були присутні, вас публічно виганяли на щорічних катехитичних зборах. Як наслідок християнського відродження, читання Різдвяного Євангелія перед трапезою стало звичним явищем наприкінці 1800-х років.
Лазня на Різдво — давня традиція. Люди милися в різдвяній сауні перед урочистостями, а для ельфа залишали там подарунки з їжі та напоїв. Люди із заможних родин почали дарувати один одному подарунки на початку 1800-х років. Різдвяні календарі потрапили до Фінляндії після Другої світової війни.
Традиція відвідувати кладовища, щоб запалити свічки на родинних могилах, започаткована у 1900-х роках. Це стало звичайною практикою на могилах загиблих воїнів після Зимової війни (Радянсько-фінської війни 1939—1940), а незабаром і на інших могилах. Сьогодні люди запалюють свічки на могилах рідних для вшанування пам'яті померлих.
Широке вживання їжі під час різдвяної трапези походить від стародавніх фінів і пов'язане з сільськогосподарським річним циклом і святом світла, яке відзначається навколо зимового сонцестояння. У той час, коли їжу вирощували вдома, обжерливість та споживання м'яса на Різдво було рідкісною розкішшю. Лютефіск (традиційна скандинавська рибна страва) і каша — одні з найдавніших різдвяних страв. Ячмінь був замінений рисом у 1800-х роках. Запіканки, суп із чорносливу та імбирне печиво були запозичені у вищих класів у 1800-1900-х роках. Різдвяна шинка замінила баранину кекрі, а в 1940-х роках їй кинула виклик індичка велика.
Цікаво зазначити, що Posti Group видає різдвяні марки з 1973 року.
Різдво традиційно було сімейним святом, але в 2000-х роках стало звичним святкувати Різдво на самоті.

## Святкування Різдва

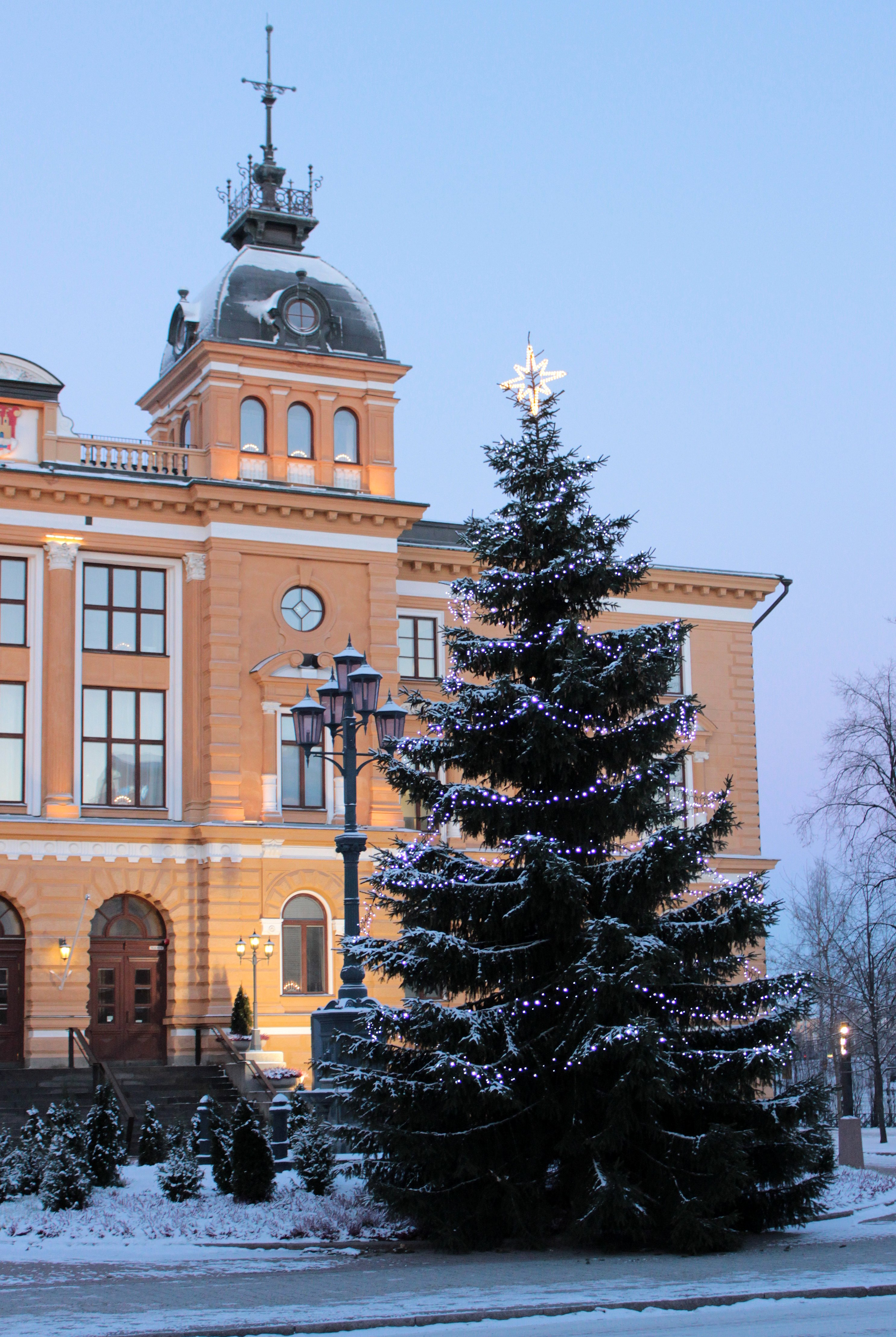
Різдвяна ялинка, прикрашена різдвяними вогнями біля ратуші Оулу.

Звичайними різдвяними прикрасами є ялинові гілочки, ялинка, різдвяні вінки, солом'яні козлики, гімеліс, яблука, свічки, різдвяні скатертини, різдвяні квіти, вуличні смолоскипи, ліхтарики та снопи.

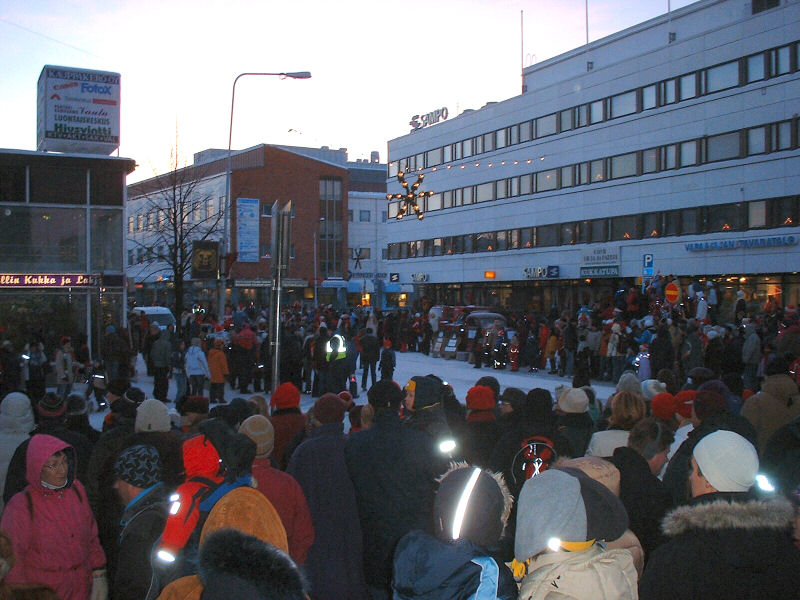
Люди святкують Різдво в Рованіємі, Лапландії, Фінляндії, 2004 рік.

Щоб зберегти природу, дехто вибирає дерево в саду чи сусідньому лісі, щоб прикрасити його для птахів, замість того, щоб купувати ялинку. Зазвичай ялинку прикрашають великими кульками.
На святковому столі у Фінляндії зазвичай представлені різні запіканки, які зазвичай готуються з моркви, брукви або картоплі (картопляна запіканка з цукром) і різної риби, наприклад лосось холодного копчення. На Святвечір зазвичай їдять рисову кашу.

26 грудня розпочинаються веселі гуляння, танці та застілля, що продовжують традиції середньовічного дня Тапані (фін. Tapaninpäivä) або Дня святого Стефана, який також є державним святом. Цього дня історично відбувалися колядування у костюмах козлів, «різдвяних журавлів», нечисті. Наразі всі основні громадські святкування приурочуються саме до цього дня, який є офіційним вихідним днем. У багатьох фінських сім'ях у цей день у програмі традиційне катання у санях, ковзанах та лижах.

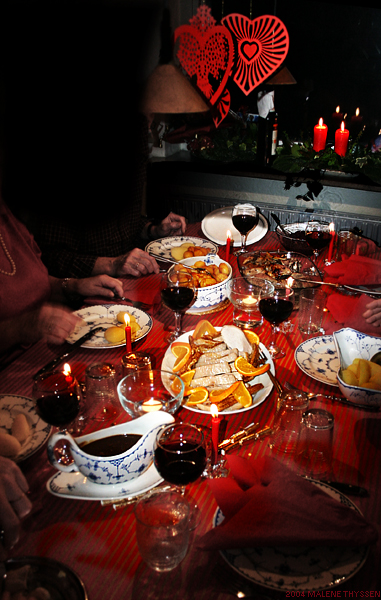
Різдвяний стіл
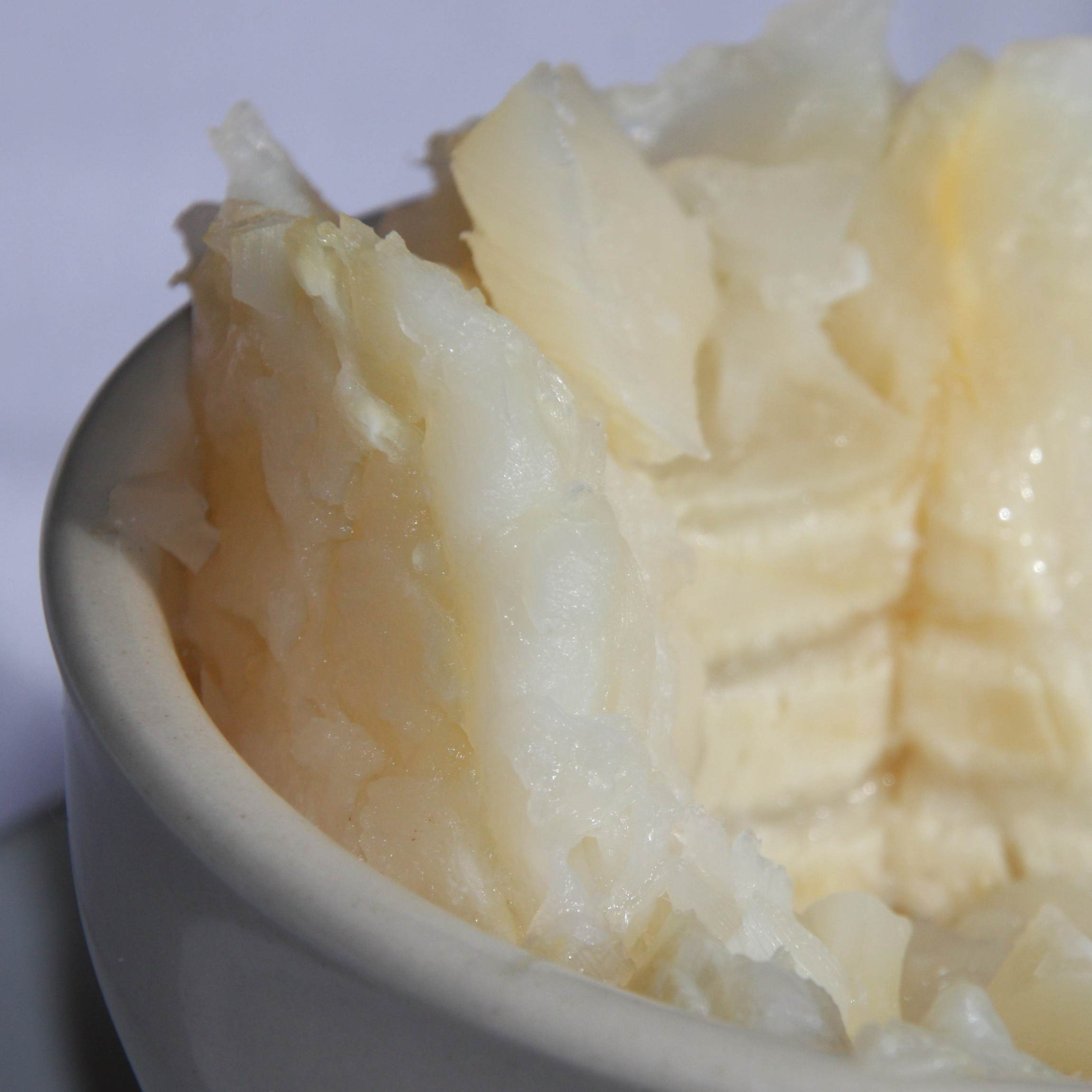
Ліпеякала (фін. lipeäkala)
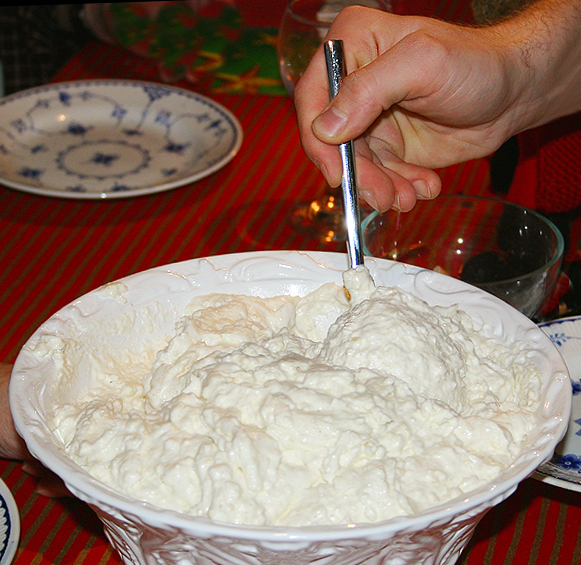
Рисова каша з мигдалем (фін. riisipuuroa)
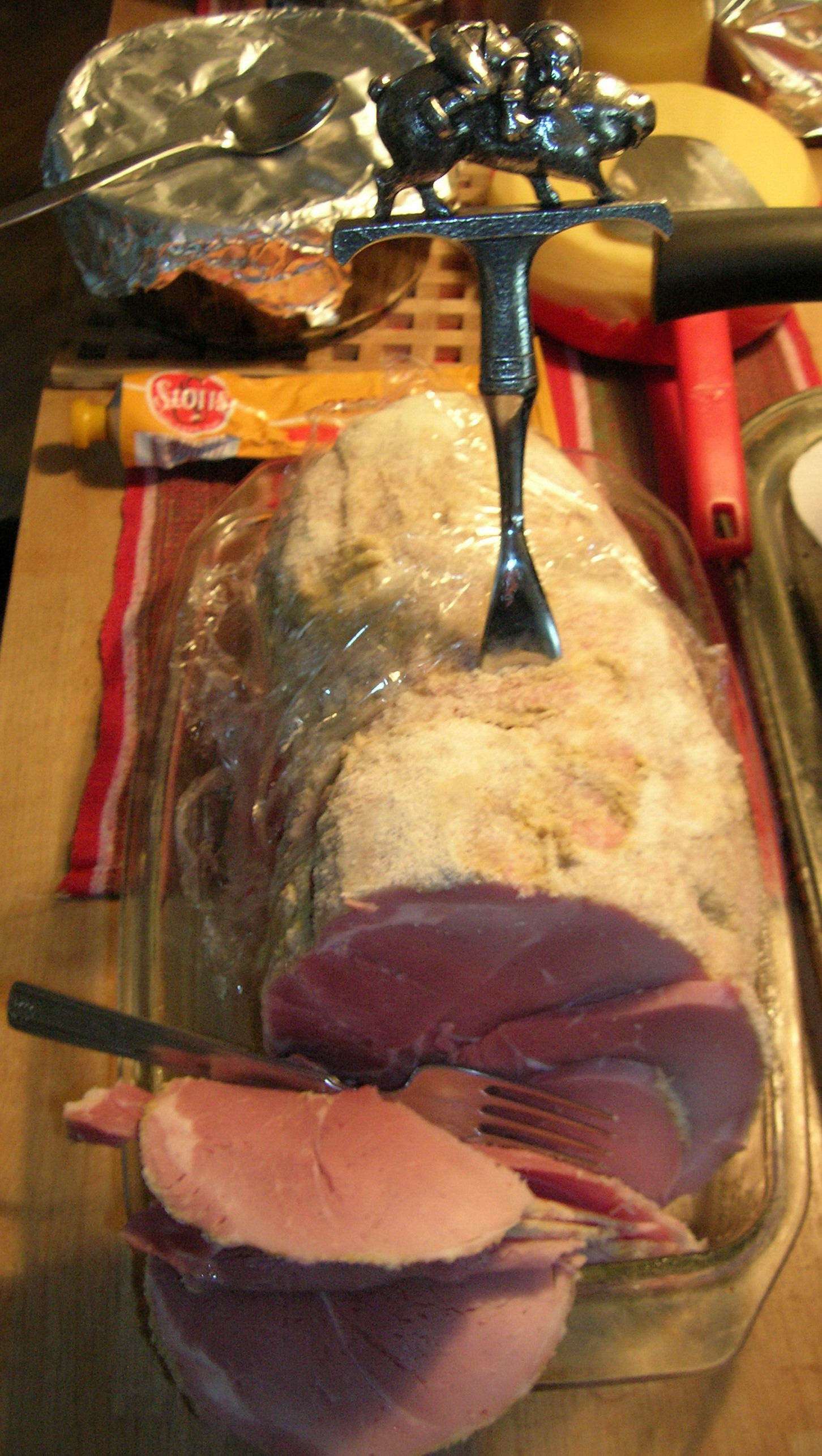
Запечений свинячий окіст (фін. kinkku)